# Pakistanische Nationalbibliothek

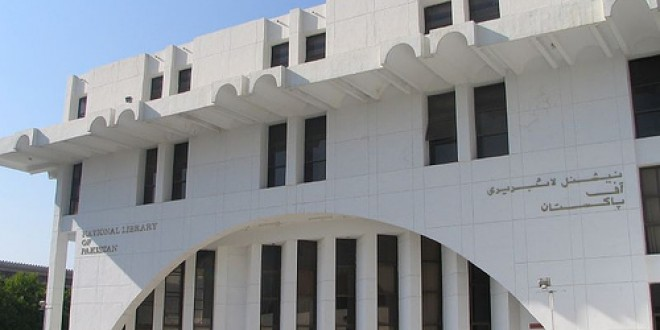
National Library of Pakistan

Die Pakistanische Nationalbibliothek (National Library of Pakistan) befindet sich in Islamabad, der Hauptstadt Pakistans.
Die National Library of Pakistan wurde am 24. August 1993 von Moin Ahmad Qureshi eröffnet. Die Bibliothek verfügt derzeit über etwa 130.000 Bücher, 555 Manuskripte, 45 Mikrofilme, 845 Magazine und etwa 135 Zeitschriften.
Das Gebäude hat eine Grundfläche von etwa 150 × 34 Metern, die gesamte Fläche der Bibliothek beträgt ungefähr 15.600 m² auf vier Stockwerken. Die angebotene Fläche der Bibliothek kann bis zu einer Million Bücher auffassen und hat 500 Arbeitsplätze für Leser.